# Ljuboten
Ljuboten (mac. Љуботен; alb. Maja e Lubotenit; 2498 m n.p.m.) − szczyt w górach Szar Płanina. Leży na granicy między Macedonią Północną a Kosowem.